# 4-羟基苯乙腈
4-羟基苯乙腈是一种天然存在的腈类有机物，化学式为C8H7NO。它是白芥中白芥子苷的代谢产物之一。

## 合成
4-羟基苯乙腈可由4-羟基苯乙酰胺催化脱水制得；或由4-氨基苯乙腈和亚硝酸钠、硫酸反应得到。